# 10-cub
În geometrie, un 10-cub este un hipercub cu zece dimensiuni. Are 1024 vârfuri, 5120 laturi, 11520 fețe pătrate, 15360 celule cubice, 13440 fețe tesseractice (cvadridimensionale), 8064 fețe 5-cubice⁠(d) (pentadimensionale), 3360 fețe 6-cubice⁠(d) (hexadimensionale), 960 fețe 7-cubice (heptadimensionale), 180 fețe 8-cubice (octadimensionale), și 20 fețe 9-cubice (enneadimensionale).
Acesta poate fi denumit prin simbolul său Schläfli {4,38}, fiind compus din 3 9-cuburi în jurul fiecărei fețe octadimensionale. Uneori este numit dekeract, un cuvânt telescopat din tesseract (4-cub) și deka⁠(d) pentru zece (dimensiuni) în greacă. Poate fi numit și icosaronnon sau icosa-10-tope, ca fiind un politop cu 10 dimensiuni⁠(d), construit din 20 de fațete regulate.
Face parte dintr-o familie infinită de politopuri, numite hipercuburi. Dualul unui dekeract poate fi numit 10-ortoplex⁠(d) sau decacross și face parte din familia infinită a ortoplexurilor.

## Coordonate carteziene
Coordonatele carteziene pentru vârfurile unui dekeract centrat la origine și cu lungimea laturii 2 sunt
(±1,±1,±1,±1,±1,±1,±1,±1,±1,±1)
în timp ce interiorul acestuia este format din toate punctele (x0, x1, x2, x3, x4, x5, x6, x7, x8, x9) cu −1 < x i < 1.

## Alte imagini
| Acest grafic al 10-cubului este o proiecție ortogonală. Această orientare arată coloane de vârfuri poziționate la o distanță vârf-latură-vârf de la un vârf pe partea stângă la un vârf pe partea dreaptă, iar laturile atașează coloane adiacente de vârfuri. Numărul de vârfuri din fiecare coloană reprezintă rânduri din triunghiul lui Pascal, fiind 1:10:45:120:210:252:210:120:45:10:1. |

## Politopuri derivate
Aplicând o operație de alternare, ștergând vârfurile alternante ale dekeractului, se creează un alt politop uniform, numit 10-demicub⁠(d), (parte a unei familii infinite numite demihipercuburi), care are 20 de fațete demieneractice⁠(d) și 512 fațete enneazettonice.